# DBS (rapper)
DBS (aka DAvid) je český raper.

## Biografie
Jeden z prvních a nejdéle působících českých raperů DBS (aka DAvid Jekyll), vlastním jménem David Směja, se narodil 12. května 1979 v Karviné. Po prvních domácích nahrávkách na „dvojče“ na počátku 90. let 20. století se dostal do širšího povědomí v roce 1998 kdy se na jedné z prvních českých hip-hopových kompilaci Rhymes Street Squad objevily 3 jeho songy. V letech 2000 a 2001 přispěl společně se zbytkem karvinských skupin a sólistů svými dalšími songy i na pokračování těchhle kompilací, které jedni milovali a druzí nenáviděli pro jejich upřímnost a odlišnost, avšak i přesto se tyto kompilace dostaly do všech koutů Čech a dokonce i za hranice.
V letech 2001 - 2003 DBS vesměs koncertoval (třeba jako předskokan hvězd světového formátu GangStarr, DJ Vadim, PMD, DJ Honda, …), nahrával songy na různé (i mezinárodní) kompilace, hostovačky a pracoval na svém prvním albu. V listopadu 2004 vyšlo díky spolupráci jeho vlastního labelu RS Entertainment s Universal Music album „DBS - 6ka“.
Na DBS'ových stránkách jsou MP3jky a videa (z koncertů, televizí, …) ke stažení, informace o koncertech, fotky, rozhovory, … a spousta dalších informací.

## Diskografie
Rhymes Street Squad - Rhymes Street Squad (1998) (kazeta)
Rhymes Street Squad - Rhymes Street Squad (2003) (CD re-edice)
03) DBS - DBS
06) DBS - (Vzbuďte se…) Zmrdi
12) DBS - Splněné sny
Rhymes Street Squad - II. (2000) (kazeta)
Rhymes Street Squad - II. (2003) (CD re-edice)
03) DBS - Je to tak (feat. Petra, Andrea)
10) DBS - Slova (český syndrom) (feat. Chang)
14) DBS - Naše srdce (feat. Chang)
Rhymes Street Squad - maxi-singl (2000) (vinyl)
05) DBS - Naše srdce (feat. Chang)
Rhymes Street Squad - KA46 (2001) (kazeta)
Rhymes Street Squad - KA46 (2003) (CD re-edice)
01) Intro
08) DBS - KA elegie
12) Chang - Jsem sám (feat. Tanita, DBS)
13) DBS - Starejte se o sebe (feat. DiGaZ)
16) DBS, Chimi Changas, 2. System, Fini, Politicke radio, Chang - Všechno špatně
PNA - Filozofia przypadku (2003)
05) Szczęśliwe chwile (feat. DBS)
Hip Hop Rasizm Stop! #2 (2003)
CD1 05) DBS - Chápeš (feat. Chang, Tanita, WRzKA, Mexiko, MC Fi-Bi, Adash)
Rap Style (2003)
CD2 06) DBS - Díky (feat. Chang)
Faiby Jamaica - Ruvido (2003)
03) Po západu slunce (feat. Da Jazz, DBS, Izi)
PDM - Zaznaczamy swój ślad… (2003)
09) Jedność (feat. DBS)
RAPertoire Compilation (2004)
03) Absurd, Kern, Da-emon, DBS - Hier kommen die (feat. Baby D)
20) DBS, Chimi Changas, H.C.Fini, Chang - Všechno špatně (2003 ReMiX) (feat. Baby D)
Odboy - Přicházíme (2004)
09) Děkuji Vám (feat. DBS)
DBSpromoCD (1997 - 2004)
01) DBS - Od zítřka… (feat. Chang, Izi, Baby D) (SNIPPET)
02) DBS - Neodvolatelné právo (SNIPPET)
03) Absurd, Kern, Da-emon, DBS - Hier kommen die (feat. Baby D)
04) Faiby Jamaica - Po západu slunce (feat. Da Jazz, DBS, Izi) (SNIPPET)
05) DJ 600V & DBS - Czesko-polskie rymy
06) PDM - Jedność (feat. DBS) (SNIPPET)
07) MCM - Wkurwienie wzrasta (feat. DBS, Zieloona) (SNIPPET)
08) PNA - Szczęśliwe chwile (feat. DBS)
09) DBS - Kompenzace (feat. Chinin)
10) DBS - Chápeš? (feat. Chang, Tanita, WRzKA, Mexiko aka Koláč, Klofinžr aka Adash) (DiGaZ 2003 ReMiX)
11) DBS - KA elegie
12) DBS - Starejte se o sebe (feat. DiGaZ)
13) DBS - Díky (feat. Chang)
14) DBS - Naše srdce (feat. Chang)
15) DBS - Slova (český syndrom)
16) DBS, Chimi Changas, H.C.F., Chang - Všechno špatně 2003 ReMiX (feat. Baby D)
17) 6ka outro
DBS - 6ka (2004)
01) Neodvolatelné právo / (+ To všechno je aktuální - skit)
02) KÁMOŠI a kámoši (ReMiX)
03) Létající koberec (feat. Chang, DJ Fukkel)
04) V těchto dnech (feat. Baby D)
05) K.A.R.V.I.Ň.Á.K. (feat. RUman)
06) Kompenzace (feat. Chinin)
07) Dym z Czech
08) Rozptýlení
09) Chci se smát (nemusíš se bát)
10) KÁMOŠI a kámoši (feat. Chinin)
11) Zavčasu se vzpamatuj (feat. Petra) / Od zítřka… (feat. Chang, Izi z Chimi Changas, Baby D) (CD BONUS TRACK)
Touch 2 Style, Volume 2 (2004)
25) DBS - Kompenzace (1:30 mix)
Czech & Slovak HipHop 2005 (2005)
10) DBS - K.A.R.V.I.Ň.Á.K. (feat. RUman)
Czechoslovak Beats 2005! (2005)
04) Rozptýlení

## Videografie
DBS - 6ka (2004 RS Entertainment / Universal Music)
Neodvolatelné právo
V těchto dnech (feat. Baby D)
Létající koberec (feat. Chang, DJ Fukkel) / Rozptýlení
Chci se smát (nemusíš se bát)